# Dark Blue (Album)
Dark Blue ist ein Jazzalbum von Jim Rotondi. Die am 10. Juli 2015 im Sear Sound Studio, New York City, entstandenen Aufnahmen erschienen 2016 auf Smoke Sessions Records. Es war das letzte Album des Trompeters, der im Juli 2024 starb.

## Hintergrund
Der Trompeter Jim Rotondi galt als ein führender Stilist in der Tradition von Freddie Hubbard und Woody Shaw, schrieb C. Andrew Hovan. Er arbeitete regelmäßig mit seinen eigenen Gruppen und dem Hardbop-Ensemble One For All in New York, bevor er 2008 nach Österreich zog, um dort zu unterrichten.
Rotondi nahm das Album mit dem Vibraphonisten Joe Locke, dem Pianisten David Hazeltine, dem Bassisten David Wong und dem Schlagzeuger Carl Allen auf. Mit Joe Locke hatte er bereits auf seinen Alben Destination Up (2001) und 1000 Rainbows (2010) zusammengearbeitet – darüber hinaus war der Pianist David Hazeltine seit vielen Jahren ein fester musikalischer Partner Rotondis.
Das Stück „BC“ ist dem kanadischen Clubbesitzer und Musiker Cory Weeds gewidmet.

## Titelliste
- Jim Rotondi: Dark Blue (Smoke Sessions Records SSR-1602)[4]

1. In Graz 6:13
2. BC 5:14
3. Biru Kirusai (Eric Alexander, Jim Rotondi) 5:27
4. Dark Blue 8:00
5. Highline (David Hazeltine) 5:42
6. Pure Imagination (Anthony Newley, Leslie Bricusse) 7:03
7. Monk’s Mood (Thelonious Monk) 7:29
8. Le Crest 4:35
9. Our Day Will Come (Bob Hilliard, Mort Garson) 6:43
10. Going to the Sun 6:49

Wenn nicht anders vermerkt, stammen die Kompositionen von Jim Rotondi.

## Rezeption

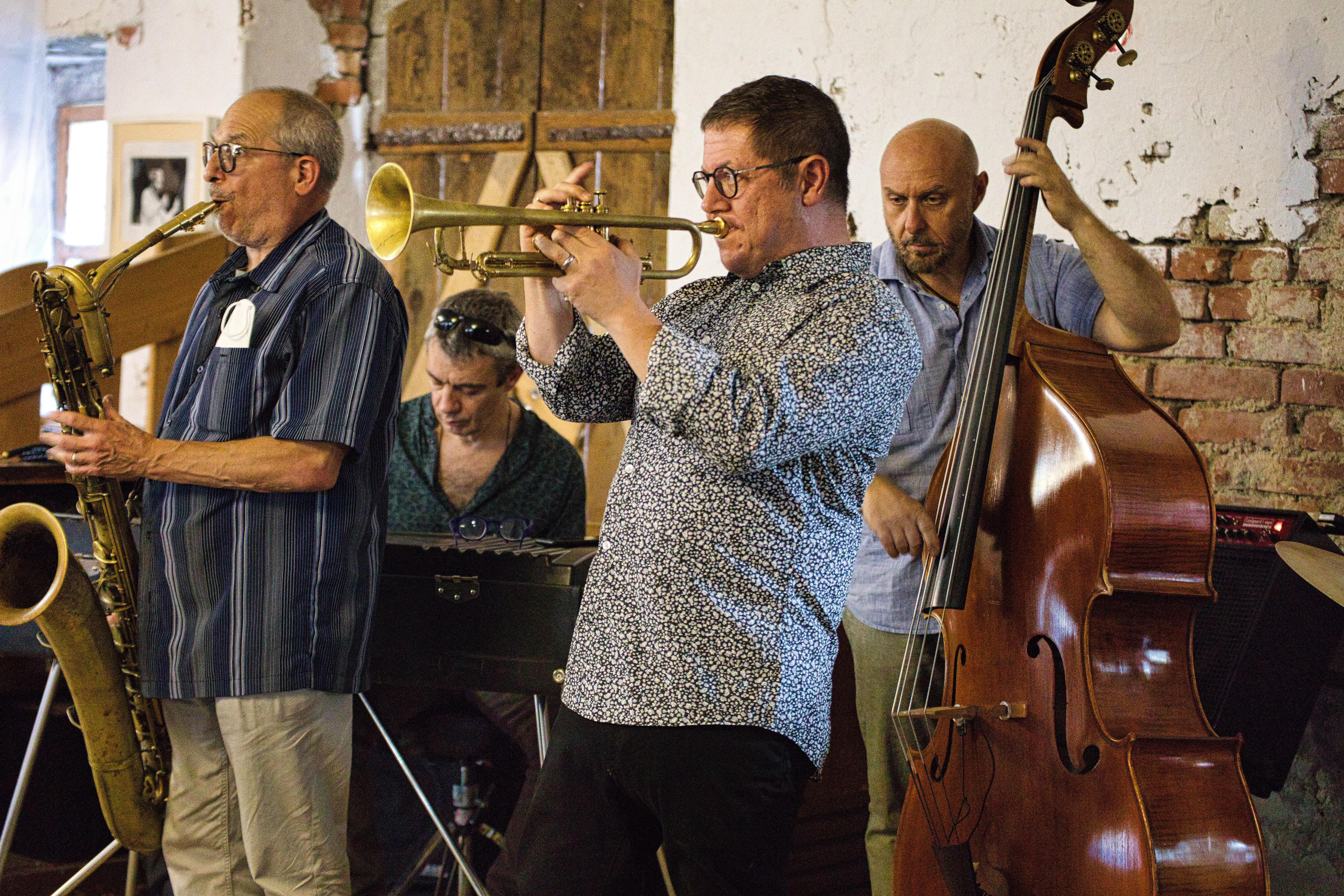
Jim Rotondi mit Gary Smulyan (links) auf dem INNtöne Jazzfestival 2022

Nach Ansicht von C. Andrew Hovan, der dem Album in All About Jazz viereinhalb Sterne verlieh, habe Rotondi bewiesen, dass er das Erbe des Hardbop verinnerlicht hatte, dann aber die Nachahmung zugunsten der Innovation fallengelassen habe. Tatsächlich sei die Arbeit des Schlagzeugers Carl Allen eine ziemliche Überraschung. Allens Ansatz sei das genaue Gegenteil des spritzigeren Joe Farnsworth, Rotondis üblichem Mann am Schlagzeug. Dennoch begebe sich Allen bereitwillig in den Einflussbereich des Trompeters und liefere dabei einige seiner bisher besten Arbeiten.
Rotondi würde seinen Hard Bop offen zur Schau stellen, so Hovan, in einer Zeit, in der manche das für passé halten. Trotzdem gebe es nichts Besseres als Musiker dieses Kalibers, die an einem starken Programm mit eigenen Kompositionen und innovativen Arrangements arbeiten.